# Гаочунь
Гаочу́нь (кит. упр. 高淳, пиньинь Gāochún) — район городского подчинения города субпровинциального значения Нанкин провинции Цзянсу (КНР). Район назван по существовавшему в этих местах посёлку Гаочунь.

## История
В 541 году до н. э. ван царства У Юйцзи возвёл на этих землях укрепление «Цзылочэн» (子罗城). Так как его стены оказались высокими и крепкими, то его стали называть «Гучэн» (固城, «крепкий город»). Так как стояло оно на отмели у северного берега Лайшуй (濑水), то эти земли стали известны как Лайчжуи (濑渚邑, «земли отмели Лай»). Укрепление Гучэн впоследствии играло важную роль в войнах между царствами У и Чу, и не раз упоминается в исторических хрониках.
После образования на территории Китая первого в истории централизованного государства — империи Цинь — эти земли в 221 году до н. э. вошли в состав уезда Лиян (溧阳县), название которого означает «северный берег Лай» (в то время иероглифы 濑 и 溧 читались одинаково).
При империи Суй в 591 году из уезда Лиян был выделен уезд Лишуй (溧水县).
При монгольской империи Юань уезд был в 1295 году поднят в статусе до области Лишуй (溧水州), но при китайской империи Мин область в 1369 году была вновь понижена в статусе до уезда. В 1491 году юго-западная часть уезда была выделена в отдельный уезд Гаочунь (高淳县).
В 1949 году в составе провинции Цзянсу был образован Специальный район Чжэньцзян (镇江专区), и уезд вошёл в его состав. В 1958 году уезд перешёл в состав Специального района Чанчжоу (常州专区), но в 1959 году вернулся в состав Специального района Чжэньцзян. В 1983 году уезд был переведён под юрисдикцию Нанкина.
В 2013 году уезд был преобразован в район городского подчинения.

## Административное деление
Район делится на 8 посёлков.